# José Brouwers
Pour les articles homonymes, voir Brouwers.
José Brouwers, né le 26 mars 1931 à Battice (Belgique) et mort le 3 janvier 2025, est un comédien, metteur en scène, dramaturge et écrivain belge.
Pendant 73 ans, il anime la vie culturelle liégeoise. Il est journaliste, directeur-adjoint du théâtre royal du Gymnase, fondateur et directeur du théâtre Arlequin.

## Biographie
José Brouwers est né à Battice mais très vite la famille s'installe à Liège. Il fait des études classiques au collège Saint-Servais et étudie l'Art dramatique au Conservatoire royal de Liège.
Journaliste, il entre à la rédaction du quotidien La Meuse où il assure de grands reportages et la chronique culturelle.
Il devient directeur adjoint du théâtre royal du Gymnase et se retrouve des deux côtés de la scène, droite et gauche.
Le 16 juin 1956, il fonde le théâtre Arlequin auquel il consacre l'essentiel de sa carrière (interprétation, mise en scène, adaptation et écriture de textes),.
Parallèlement, il est aussi professeur d'art dramatique à l'Académie Grétry.

## Carrière

### Rôles principaux
Au Théâtre Arlequin
- Tartarin de Tarascon, Daudet (Tartarin)
- La Fin du monde, Guitry (le duc)
- Une femme, Delbée
- Le Voyage de M. Perrichon, Labiche (Perrichon)
- Poil de carotte, Renard (Lepic)
- L’Amour des quatre colonels, Peter Ustinov (colonel français)
- Une folie, Guitry (le Dr Flach)
- Huis clos, Sartre (Garcin)
- Le Voyageur sans bagage, Anouilh (Jacques)
- Le Roi se meurt, Ionesco (Bérenger)
- En attendant Godot, Beckett (Vladimir)
- Le Cid, Corneille (Rodrigue)
- Le Malade imaginaire, Molière (Argan)
- Le Scandale de la charité, Kervan (saint Vincent de Paul)
- L’Impromptu de Bayreuth, Brouwers (Wagner)
- Le Visiteur, Schmitt (Freud)
- Ma vie avec Mozart, Schmitt
- La Putain respectueuse, Jean-Paul Sartre (le sénateur)
- Les invités du docteur Klaust, François Perin (le prince-évêque)
- Le Bourgeois gentilhomme, Molière (le maître de philosophie)
- Romanoff et Juliette, Peter Ustinov (le général)
- La Reine et les insurgés, Ugo Betti (le révolutionnaire)
- Soleil de minuit, Claude Spaak (l’officier)
- Amour pour amour, William Congreve (Valentin)
- Un Don Juan, Michel Aucouturier (Don Juan)
- Il ne faut jurer de rien, Musset (Van Buck)
- Les Silences pathétiques de la pudeur, Haine
- La Seconde Surprise de l'amour, Marivaux (Hortensius)
- Le Silence de la mer, Vercors

Au Théâtre royal du Gymnase
- Pygmalion, George Bernard Shaw (Colonel Pickering)
- Fric-frac, Édouard Bourdet (Petit Louis)
- Je veux voir Mioussov, Valentin Kataïev (Le portier)
- Caligula, Camus (Hélicon)
- Ondine, Giraudoux (L’intendant des théâtres)
- Pauvre Bitos, Anouilh (Camille Desmoulins)
- L'aiglon, Rostand (Marmont)
- L'invitation au château, Anouilh (Josué)
- Knock, Romains (Mousquet)
- L'impromptu de l'Alma, Ionesco (L’auteur)
- Comme il vous plaira, Shakespeare (Jacques)
- Le malade imaginaire, Molière (Diafoirus père)
- Les femmes savantes, Molière (Clitandre)
- Le nouveau testament, Guitry (Adrien Worms)
- L'alouette, Anouilh (Le grand inquisiteur)

### Principales mises en scène

#### Au Théâtre Arlequin
- La Dame de l’aube, Alejandro Casona
- Conte fleurette, Marcel Jullian
- La Belle Hôtesse, Goldoni
- Le Carrosse du Saint Sacrement, Prosper Mérimée
- La Mégère apprivoisée, William Shakespeare
- Feu la mère de Madame, Tailleur pour dames & Le Dindon, Georges Feydeau
- George Dandin, L’Avare & Le Médecin malgré lui, Molière
- Arlequin, serviteur de deux maîtres, Carlo Goldoni
- Les Jeux de la vie, Rudkin
- Mariana Pineda, Federico García Lorca
- L'Opéra de quat'sous, Bertolt Brecht
- Le Cercle de craie, Herbert Le Porrier
- Les trois etc. de Don Simon, José María Pemán
- La Cuisine française, Bréal
- Une femme, Anne Delbée
- Antigone, Jean Anouilh
- Les Bonnes, Jean Genet
- Le Père Noël est une ordure, Nuit d’ivresse, L’Ex-Femme de ma vie, Josiane Balasko
- Vive les femmes, Reiser
- Je ne pense qu’à ça, Le Roi des cons & À bas l’amour copain, Wolinski
- Désiré, La Jalousie, La Fin du monde & Toâ, Sacha Guitry
- Le Saut du lit, Double mixte, Panique au Plaza, C’est encore mieux l’après-midi, Le Vison voyageur, Cooney
- Une aspirine pour deux, Woody Allen
- Les Invités du Docteur Klaust, & Double jeu, François Perin
- Ils sont fous, ces Liégeois, Viens chez moi, J’habite en Wallonie, Malheureux Liégeois & Les Pieds dans l’urne, Jean Brumioul
- Le Bal des belles, De Pablo à Picasso & Simenon, Fils de Liège, Jacques Henrard
- Candide, Zadig, Voltaire
- Le Scandale de la charité, Et dire qu’on ne peut pas s’en passer & Amours point orgues, Marcel Kervan
- Le Canard à l’orange, Douglas Home
- Confidences trop intimes, Tonnerre & Leconte
- Hygiène de l’assassin, Amélie Nothomb
- La Musara, Jean-Pierre Wauters
- Toi et tes nuages, Outrage aux bonnes mœurs, Westphal
- Les Fraises musclées, Jean-Michel Ribes
- L’Étrange Ouvrage des cieux, René Clair
- La Camisole, Jo Orthon
- Viendra-t-il un autre été ? Varoujean
- Auguste, Auguste, Auguste & Le Tour du monde en 80 jours, Pavel Kohout
- Madras, la nuit où…, Eduardo Manet
- Les Chansons de Bilitis, Pierre Louÿs
- Des pommes pour Ève, Tchekhov
- Dommage que César n’ait pu revenir de Caracas, José Brouwers
- Si jamais je te pince, Eugène Labiche
- L’Étranger, La Peste, Albert Camus
- L’Homme éléphant, Bernard Pomerance
- Amour pour amour, William Congreve
- La Coquine, Diego Fabbri
- Sept ans de réflexion, Bye, bye, Charlie, George Axelrod
- L'Évasion de Socrate, Armel Job
- Le Fusible, Sylvain Meyniac

#### Au Théâtre royal du Gymnase
- Lettres de mon moulin, Daudet
- Z, Vassilis Vassilkov
- Le petit prince, Antoine de Saint-Exupery
- Le mariage est toujours un risque, Poisson vole, Les filles de San Quirico, José Brouwers
- Andorra, Max Frisch
- Boulevard Durant, Armand Salacrou
- Comme il vous plaira, Le marchand de Venise, William Shakespeare
- L'Aiglon, Edmond Rostand
- Le maître de Santiago, Malatesta, Henry de Montherlant
- La femme silencieuse, Ben Jonson
- Knock, Jules Romains
- L'invitation au château, Jean Anouilh
- Les chevaliers de table ronde, Jean Cocteau
- Caligula, Albert Camus
- Electre, La guerre de Troie n'aura pas lieu, Jean Giraudoux
- Les nonnes, Eduardo Manet
- La femme du boulanger, Marcel Pagnol
- Poisson vole, Le mariage est toujours un risque & Les filles de San Quirico, José Brouwers
- Un amour qui ne finit pas, André Roussin
- Une fille dans ma soupe, Frisby
- Les liaisons dangereuses, d'après Choderlos de Laclos. RTC
- Je veux un Magritte, en collaboration avec Philippe Waxweiler. Cité-Miroir.

## Textes pour le théâtre
- À bas l'amour copain (d'après Wolinski), Théâtre Arlequin
- Amour pour amour (Love for love, adapté de Congrève), Festival du Jeune Théâtre
- La belle hôtesse (La Locanderia, adapté de Goldoni), Théâtre d’Art
- Café liégeois (en collaboration), Théâtre Arlequin
- Candide (adapté du conte de Voltaire, musique d'Émile Sullon), Théâtre Arlequin
- Capitaine Fracasse (d'après Théophile Gautier), Théâtre Arlequin
- Carnaval (opéra comique/musique de Paul Francy), Opéra de Liège
- Le Chien des Baskerville (d'après Conan Doyle), Petit théâtre de l'O.R.W.
- Dommage que César n'ait pu revenir de Caracas, Théâtre Arlequin
- L'Étranger (adapté du roman d'Albert Camus), Théâtre Arlequin/ Traduit en japonais
- Gargantua (d'après Rabelais), Théâtre Arlequin
- Hygiène de l'assassin (adapté du roman d'Amélie Nothomb), Théâtre Arlequin
- L'impromptu de Bayreuth, Petit Théâtre de l’O.R.W.
- L'impromptu de Liège, Musée d'Ansembourg
- Les jeux de la vie (Ashes, adapté de David Rudkin)
- Lettres de mon moulin (d'après les contes d'Alphonse Daudet), Théâtre Royal du Gymnase
- Le mariage est toujours un risque (sur une idée d'O'Hara), T.N.B/ R.T .B.F.
- Nous les femmes (prix biennal de littérature dramatique), Théâtre du Gymnase/ Traduit en wallon et en italien
- La Peste (adapté du roman d'Albert Camus), Théâtre des Capucins Luxembourg, Centre National de Nice, Chêne noir, Avignon
- Le Petit Prince (adapté du conte d'Antoine de Saint-Exupéry)
- Poisson vole (prix biennal de littérature dramatique), Théâtre Royal du Gymnase/ Traduit en espagnol
- Tartarin (d'après l’œuvre d'Alphonse Daudet), Théâtre Arlequin
- Les trois etc. de Don Simon (sur un scénario de José María Pemán), Théâtre Arlequin/ O.R.T.F.
- Z (d'après Vassilis Vassilikos), Théâtre Royal du Gymnase
- Zadig (adapté du conte de Voltaire), Théâtre Arlequin
- Les liaisons dangereuses (adaptées du roman épistolaire de Laclos), Théâtre Arlequin
- Je veux un Magritte (avec Philippe Waxweiler), Théâtre Arlequin

### Monographies
- Louis Leloup, cinquante ans d’art, Ed. C.A.D.
- Philippe Waxweiler, le plaisir d’étonner, Ed. Wax-Art
- Philippe Waxweiler, le chevalet en bataille, Ed. Luc Pire
- Emmanuel Koch, Un homme pour toutes les saisons, éd. Prov. De Liège
- Patrick Dheur, le piano dans l'âme, éd. Prov. de Liège

### Ouvrages édités
- Liège sur scène, éditions Luc Pire
- Rien ne va plus vite qu'une fausse nouvelle, Carré graphique
- Les nuits de Liège, Carré graphique

## Récompenses et distinctions
- Officier de l'ordre des Arts et des Lettres de la République française (2000) à l’occasion des cinquante ans d’Arlequin[7]
- Prix Tchanchès 2006[8]
- Prix de consécration de la Province de Liège (2010) pour ses cinquante ans sur scène[réf. nécessaire]
- Citoyen d’honneur de Liège (2010)[9]